# Luc Merenda
Luc Charles Olivier Merenda (ur. 3 września 1943 w Nogent-le-Roi) – francuski aktor pochodzenia włoskiego, którego popularność przypada na lata siedemdziesiąte, grał przez wiele lat w produkcjach włoskim, znany głównie z ról bohaterów w filmach policyjnych z tego okresu.

## Życiorys
Urodzony w Nogent-le-Roi, w Regionie Centralnym, w departamencie Eure-et-Loir, w pobliżu Paryża, ze względu na pracę jego rodziców dzieciństwo spędził w Maroku. Mając trzynaście lat wrócił do Paryża, gdzie uczęszczał do szkoły średniej. Doskonalił umiejętności sztuki walki, w szczególności francuski boks.
W wieku 24 lat wyjechał do Nowego Jorku, choć jego rodzice się na to nie zgadzali. Jego życie w USA okazało się bardzo trudne, a w międzyczasie znalazł pracę na zmywaku do naczyń. Wkrótce poprosił przyjaciela o wykonanie zdjęć, które zostały wysłane do agencji fotomodeli. Udało się jemu skontaktować przez agencję i trafił do reklamy różnych amerykańskich produktów. Jego reputacja w tej dziedzinie wzrosła, tak że jego nazwisko stało się sławne w rodzinnej Francji. W 1970 powrócił do ojczyzny.
Karierę aktorską zapoczątkował udziałem we francusko-brazylijskim dramacie Pałac aniołów (O Palácio dos Anjos, 1970) i filmie sensacyjnym OSS 117 bierze wakacje (OSS 117 prend des vacances, 1970) jako Hubert Bonisseur de La Bath, tajny agent OSS 117. W 1971, podczas wakacji w Rzymie, pracował jako fotomodel i pojawił się w filmie Jak dziewczyna dżipów (La Ragazza fuoristrada, 1971) z udziałem Giacomo Rossi-Stuarta oraz dramacie kryminalnym Policja chce sprawiedliwości (Milano trema – la polizia vuole giustizia, 1973) w roli porucznika Giorgio Caneparo.
W 1972 ożenił się z Ritą Agostini, ale dziesięć lat później ich związek rozpadł się.
Wiele pochwał krytyków zdobyły kolejne filmy – Jak organy ślady gwałtu (I Corpi presentano tracce di violenza carnale, 1973), Miasto gier losowych (La città gioca d’azzardo, 1974) oraz obraz poruszający kwestię skierowaną do tajnych służb i korupcji politycznej Tajne służby oskarżone (La polizia accusa: il servizio segreto uccide, 1975). Merenda grał nie tylko rolę dobrego policjanta, ale był także częścią mrocznego obrazu policji, podkreślając pewne negatywne aspekty egzekwowania prawa we Włoszech, a jego ekranowa kariera w tym gatunku w dalszym ciągu się rozwijała.
Pod koniec lat osiemdziesiątych, po powrocie do Paryża, wraz ze swoim kolegą Annie Minet, otworzył sklep z chińskimi i japońskimi meblami antycznymi na Marché Biron.

## Wybrana filmografia
- 1971: Samuraje i kowboje (Soleil rouge) jako Chato
- 1971: Mordercy w imieniu prawa (Les Assassins de l'ordre) jako Marco
- 1972: Nazywali go "Amen" (Così sia) jako Così Sia
- 1973: Brutalni zawodnicy (Milano trema – la polizia vuole giustizia) jako Porucznik Giorgio Caneparo
- 1973: Torso (I Corpi presentano tracce di violenza carnale) jako Roberto
- 1974: Człowiek bez pamięci (L'Uomo senza memoria) jako Edward
- 1975: Skarb Hitlera (La Citta sconvolta: caccia spietata ai rapitori) jako Mario Colella
- 1976: Rogacz z urojenia (Cattivi pensieri) jako Jean-Luc
- 1979: Komisarz Verrazzano (Il Commissario Verrazzano) jako Komisarz Verrazzano
- 1981: Kobiecy miód (Miele di Donna) jako mężczyzna z pokoju
- 1985: Chateauvallon (Châteauvallon) jako André Travers
- 1988: Nonni i Manni (Nonni und Manni) jako Harald
- 1989: Król Neapolu ('O re)